# تهامة عسير
تهامة عسير هي إحدى مناطق أقليم تهامة، وهي منطقة تشتهر بكثرة جبالها و أوديتها، وجمالها الطبيعي.

## مدن تهامة عسير
محافظات و مراكز تهامة عسير المرتفعة :
- قرى المنجحة
- محافظة رجال ألمع
- محافظة محايل عسير
- مركز مربة
- مركز قنا
- المجاردة
- بارق
- بحر أبو سكينة

تهامة عسير الساحلية :
- محافظة البرك
- الحريضة
- عمق
- سعيدة الصوالحة
- القحمة
- محافظة الدرب

## الجغرافيا
تمتاز تهامة عسير بكثرة جبالها وارتفاعها،وتمتاز كذلك بأودية عظيمة بعضها يصب من السراة، ومن أشهر هذه الأودية والجبال:
- الجبال:

| اسم الجبل  | الموقع     | ارتفاعه (متر) |
| ---------- | ---------- | ------------- |
| جبل مدي    | قنا        | 1500 تقريبًا   |
| جبل بركوك  | بارق       | 1922          |
| جبل هادا   | محايل عسير | 1927          |
| جبل الحيلة | محايل عسير | 750 تقريبًا    |
| ريدان      | بارق       | 1600          |

- الأودية:

| اسم الوادي | الموقع     |
| ---------- | ---------- |
| وادي تية   | محايل عسير |
| وادي بقرة  | بارق       |
| وادي قنا   | قنا        |
| وادي حلي   | محايل عسير |

## الزراعة والرعي
تشتهر تهامة بأوديتها الكثيرة ولذا فالمحاصيل الزراعية فيها كثيرة جدًا فتزرع فيها الحبوب بأنواعها من الخضير والدخن والزعر والقريني والبجيده وانواع الذرة الرفيعه والحنطه والجلجلان وهو نوع من السمسم يستخرج منه زيت السليط المشهور بتهامة، وتزرع الخضروات، والفواكه، وايضا من اهم منتجاتها الزراعيه ما يسمونه اهلها ب(امعضاه) او المشاقر وهي النباتات العطرية التهامية كالبرك والشذاب والريحان والفل والكاذي والصيمران والقمَّاري او العذب والسكب والشيح وغيرها كثير عددها تقريبا ١٩ نبتة عطريه تعتبر جزء لا يتجزاء من تراث تهامة عسير وخصوصا في المناسبات تزين الراس للرجال بالعصابه والنساء بالعكره والشلفة، وتشتهر تهامة بكثرة الرعي لوفرة الأودية والجبال بالغطاء النباتي وتشتهر تهامة بجودة اللحوم ومطاعمها والمحانذ خصوصا لحم الغنم بانواعه مثل الدهم والملح وغيرها المفضلة عند اهالي تهامة عسير، وتنتج كذلك العسل بوفرة لكثرة الأشجار المثمرة بانواعها من الشوكية لغيرها ويعتبر عسلها من أجود أنواع العسل خصوصا عسل السدر.